# Неелов, Александр Дмитриевич
Александр Дмитриевич Неелов  (1790—1858) — генерал от инфантерии русской императорской армии.

## Биография
Происходил из дворянского рода Нееловы. Родился 28 августа (8 сентября) 1790 года в семье майора Дмитрия Васильевича Неелова, был внуком архитектора В. И. Неелова. Братья — Николай (1800—1850) — русский писатель, профессор Императорской военной академии и Дмитрий (1819—1890) — тайный советник, сенатор.
В службу вступил с 1808 года прапорщиком в Мушкетерский графа Аракчеева полк. В 1809 году произведён в подпоручики, с 1811 года переведён в гвардию — сначала в Литовский лейб-гвардии полк, затем в Московский лейб-гвардии полк. Участвовал в Отечественной войне 1812 года и заграничном походе русской армии; 19 декабря 1812 года был награждён Золотой саблей с надписью «За храбрость». В 1813 году был произведён в поручики гвардии, с 1816 года штабс-капитаны гвардии, с 1818 года — капитан гвардии. В 1813 году произведён в полковники, с назначением батальонным командиром Московского лейб-гвардии полка
После восстания декабристов подозревался в принадлежности к их заговору в Санкт-Петербурге, но был признан непричастным к делу.
В 1827 году был произведён в генерал-майоры, командир бригады 2-й пехотной дивизии. В 1839 году произведён в генерал-лейтенанты с назначением начальником 17-й пехотной дивизии. С 1854 года член генерал-аудиториата Военного министерства Российской империи. В 1856 году произведён в генералы от инфантерии.
21 декабря 1832 года был награждён орденом Святого Георгия 4-й степени № 4676 за выслугу лет. Был награждён всеми орденами вплоть до ордена Святого Александра Невского пожалованного ему в 1849 году.
Умер в Санкт-Петербурге 13 (25) декабря 1858 года похоронен на Тихвинском кладбище Александро-Невской лавры.
Жена (с 18 мая 1830 года) — Анна Никитична Меншикова, дочь купца 1-гильдии Никиты Николаевича Меншикова и его жены Анны Андреевны. Венчание было в Петербурге в Симеоновской церкви, поручителями по жениху был генерал М. К Крыжановский. Дочь Анна (08.09.1836).